# 阪神高速15号堺線

阪神地域におけるルート図。赤線が阪神高速。

阪神高速15号堺線（はんしんこうそく15ごうさかいせん、Route 15 Sakai Line）は、大阪府大阪市中央区の環状線分岐（高津入口）から堺出入口へ至る阪神高速道路の路線である。

## 概要
阪神高速1号環状線から伸びる放射路線の一つで、大阪市の中心部と堺市の中心部とを結んでいる。法令上の路線名は大阪府道 高速大阪堺線。
路線は、起点の高津入口・高津JCTからしばらくは千日前通に沿って西に伸びる。そのうち湊町JCTまでの間は下り線（堺方面行き）のみの一方通行であり、1号環状線のショートカットルートとして機能している。この区間は千日前線と通称されることもある。新なにわ筋との交差点でほぼ直角にカーブし、南海高野線に沿って南下する。浪速区の琴江橋歩道橋付近からは当路線の建設に際して埋め立てられた十三間堀川に沿って南下し、新大和川大橋によって大和川を斜めに横断して堺市に入る。そのまま暗渠化された土居川に沿って南下し、終点の堺出入口に至る。堺出入口付近では中央環状線（フェニックス通り）と平面交差点で接続するほか、本線は国道26号第二阪和国道の高架道路と直結しており、阪南方面へのアクセスも担っている。全線が高架構造である。
1989年に導入された案内用の路線番号は15であるが、道路交通センサスでは4が割り当てられている。

## 出入口など
- 路線名の特記がないものは市道。
- 高津入口 - 湊町JCTは堺方面への一方通行。
- 略字は、JCTはジャンクション、PAはパーキングエリアをそれぞれ示す。
- 全線大阪府内に所在。

| 出入口 番号                                 | 施設名       | 接続路線名                                        | 起点 から (km) | 備考                                                       | 所在地    | 所在地    |
| ------------------------------------------- | ------------ | ------------------------------------------------- | -------------- | ---------------------------------------------------------- | --------- | --------- |
| 1-11                                        | 高津入口     | 千日前通                                          | 0.0            |                                                            | 大阪市    | 中央区    |
| -                                           | 高津JCT      | 1号環状線                                         | 0.5            |                                                            | 大阪市    | 中央区    |
| -                                           | 湊町JCT      | 1号環状線                                         | 1.2            |                                                            | 大阪市    | 浪速区    |
| 15-01                                       | 湊町出口/PA  |                                                   | 1.2            | PAは1号環状線・信濃橋方面                                  | 大阪市    | 浪速区    |
| 15-02                                       | 汐見橋入口   | 新なにわ筋                                        | 2.5            | 堺方面への入口                                             | 大阪市    | 浪速区    |
| 15-03                                       | 芦原出口     | 新なにわ筋                                        | 3.4            | 堺方面からの出口 大型車通行禁止                            | 大阪市    | 浪速区    |
| -                                           | 南開JCT      | 17号西大阪線                                      | 4.1            | 堺方面接続                                                 | 大阪市    | 西成区    |
| -                                           | 南開TB       | -                                                 | 4.1            | 17号西大阪線から堺方面                                     | 大阪市    | 西成区    |
| 15-04                                       | 津守出入口   |                                                   | 4.7            | 堺方面出入口                                               | 大阪市    | 西成区    |
| 15-05                                       | 玉出出入口   | 住吉大社・南港方面                                | 6.8            | 大阪市内方面出入口                                         | 大阪市    | 西成区    |
| 15-06                                       | 住之江出入口 | 国道26号                                          | 9.5            | 大阪市内方面出入口                                         | 大阪市    | 住之江区  |
| -                                           | 堺TB         | -                                                 | 12.8           | 大阪市内方面                                               | 堺市 堺区 | 堺市 堺区 |
| 15-07                                       | 堺出入口     | フェニックス通り／国道26号・310号・大阪中央環状線 | 12.8           | 大阪市内方面出入口 4号湾岸線 泉佐野方面 乗継（大浜出入口） | 堺市 堺区 | 堺市 堺区 |
| 15-08                                       | 堺出入口     |                                                   | 13.4           | 事実上、国道26号の和歌山・泉大津方面出入口                 | 堺市 堺区 | 堺市 堺区 |
| 国道26号（第二阪和国道） 和歌山・泉大津方面 |              |                                                   |                |                                                            |           |           |

## 歴史
1950年代、大阪方面と和歌山方面を結ぶ唯一の幹線道路であった阪和国道（現大阪府道204号堺阪南線、当時は一級国道26号）の交通量の増加は著しく、混雑緩和のための新路線「第二阪和線」の建設が構想された。1960年に阪神地区高速道路協議会によって作成された『阪神地区高速道路網計画』において、第二阪和線のうち特に用地確保が困難な大阪市内について、十三間堀川の用地を用いて都市高速道路を建設する案が示された。この案では津守から高石に至る高速道路路線が計画されていたが、同協議会による1961年7月31日の修正案『阪神高速道路網計画案』や、1962年7月頃に阪神高速道路公団が発表した事業計画では、高津から堺に至るほぼ現在の形と同様の路線案が完成しており、堺線と呼ばれている。
1962年9月、阪神高速道路の最初の路線網の一つとして、大阪市内の区間（現在の高津入口 - 住之江出入口間）が大阪市道 高速道路4号線（略称「大阪4号線」）という路線名で都市計画決定された。堺市内の区間も遅れて1965年11月に堺市道 高速道路第1号線（略称「堺第1号線」）という路線名で都市計画決定された。のち1967年に路線網が再編され、大阪4号線と堺第1号線はまとめられて大阪府道 高速大阪堺線（略称「大阪堺線」）となった。また堺以南は無料の一般国道（第二阪和国道）として建設されることとなり、堺線の終点は第二阪和国道の高架部分と直結させることとなった。大阪堺線の湊町 - 堺間は万博関連事業として、1968年度供用を目指し（のち1969年4月供用予定に変更）、1965年4月23日に着工した。路線の多くは河川上を通るものの、川にせり出した建物があったり、浪速区では工業地域や住宅地を通ることなどから用地取得は難航した。また環状線内では並行して建設される千日前通や地下鉄5号線のトンネルを避けながらの建設となり、特に湊町ジャンクション付近では、国鉄湊町駅の貨物機能を縮小のうえ南に移転しその跡地に湊町出口を設置する計画であったものの、駅改良の実現が遅れたために営業中の駅構内で工事を行うという制約を受けた。
1970年3月に湊町 - 堺間が開通した。当時、湊町ジャンクションは上りのみ供用であり環状線から堺線へ行くことはできなかったため、翌1971年に環状線から堺線へ向かうランプが供用されるまでの約1年間、東大阪線西行の東船場ジャンクション - 西船場ジャンクション間に船場仮出口を設けた上で、船場仮出口で流出したのち汐見橋入口または津守入口から堺線に流入すると料金が一回分のみとなる乗継制度が導入されていた。1972年に高津 - 湊町間が開通、1976年に堺出入口で中央環状線をオーバーパスして第二阪和国道に直結する高架が供用され、全線開通となった。なお、芦原出口は地元住民との折り合いがつかず供用が遅れたほか、湊町出口は1990年代まで設置が実現されなかった。

### 年表
- 1962年（昭和37年）
  - 9月18日 : 大阪市道高速道路4号線（以下大阪4号線） 南区高津町一番丁 - 住吉区住之江町（9.28km）都市計画決定。出入口は、南区高津町（高津入口、下り線終点方向のみのクォーター）、浪速区湊町（湊町出口、上下線出口のみのハーフ）、浪速区反物町（汐見橋入口、下り線終点方向のみクォーター）、浪速区栄町（栄町出口、上り線終点方向のみのクォーター、現芦原出口）、西成区津守町東4丁目（津守出入口、終点方向のみのハーフ）、西成区津守町東6丁目（天下茶屋出入口、起点方向のみのハーフ）、西成区津守町東8丁目（玉出出入口、起点方向のみのハーフ）、住吉区住之江町（住之江出入口、路線終点）の8か所に設置される計画。[8][17]
  - 10月8日 : 最初の基本計画の指示。[18][19]
- 1965年（昭和40年）
  - 11月9日 : 大阪4号線の都市計画変更。路線の堺市への延伸により、（大阪市内の）路線延長を9.28kmから10.35kmに変更。[20]
  - 11月10日 : 堺市道高速道路第1号線（以下堺第1号線） 堺市鉄砲町一番地先 - 南瓦町一番地先（2.70km）都市計画決定。出入口は翁橋町（上り線入口）と北瓦町1丁（下り線出口）に設置される計画。[20]
  - 12月24日 : 第1回改定基本計画の指示。堺第1号線を追加。[21][19]
- 1966年（昭和41年）9月3日 : 大阪4号線の都市計画変更。津守入口の位置を西成区鶴見橋北通8丁目に変更、天下茶屋出入口を廃止、玉出出口の位置を西成区田端通5丁目に変更、玉出入口の位置を西成区桜井町に変更。[20]
- 1967年（昭和42年）
  - 1月17日 : 大阪4号線の都市計画変更。芦原出口の位置を浪速区浪速町西に変更。[20]
  - 4月15日 : 第2回改定基本計画の指示。大阪4号線と堺第1号線を統合し、大阪府道高速大阪堺線（以下大阪堺線）に改称。[22][19]
- 1968年（昭和43年）3月30日 : 大阪堺線の都市計画変更。湊町南連絡線（湊町ジャンクションにおける環状線から堺線下りへのランプ）を追加。[20]
- 1970年（昭和45年）
  - 3月13日 : 大阪堺線 湊町 - 堺間が開通。同時に大阪東大阪線（現13号東大阪線）船場仮出口 - 大阪堺線汐見橋入口・津守入口間の乗り継ぎ料金制度を導入。[23]
  - 5月29日 : 新大和川大橋が土木学会田中賞（作品部門）を受賞。[24][25]
- 1971年（昭和46年）
  - 2月8日 : 大阪堺線の都市計画変更。芦原出口のランプ形状を変更。[20]
  - 3月15日 : 第8回改定基本計画の指示。芦原出口の計画変更を反映。[26]
  - 3月31日 : 大阪東大阪線船場仮出口 - 大阪堺線汐見橋入口・津森入口間の乗り継ぎ料金制度を終了。[16]
  - 4月1日 : 湊町南連絡線が開通。[27]
- 1972年（昭和47年）
  - 4月5日 : 大阪堺線 高津 - 湊町間（通称千日前線）が開通。[28]
  - 4月11日 : 芦原出口が供用開始。[29]
  - 5月23日 : 床版亀裂事故が発生。4日後の5月27日にも大阪守口線で同様の事故が起きたため、全路線全区間で緊急点検を行うこととなった。[30]
- 1973年（昭和48年）
  - 5月15日 - 5月22日 : 大規模補修工事のため下り線の湊町 - 堺間通行止め。[31]
  - 5月30日 - 6月2日 : 大規模補修工事のため上り線の住之江 - 堺間通行止め。[31]
  - 11月14日
    - 高津連絡線（高津ジャンクションにおける環状線から堺線下りへのランプ）が開通。[32]
    - 大阪堺線の都市計画変更。堺市内の区間を鉄砲町 - 北安井町（3.07km）に変更。終点を第二阪和国道と直結させ、堺出入口（起点方向のみのハーフ）を路線途中に設ける形とした。[20]
- 1974年（昭和49年）
  - 10月1日 : 湊町北連絡線（湊町ジャンクションにおける堺線下りから環状線へのランプ）が開通。[33]
  - 12月15日 : 騒音・振動対策として早朝・深夜の交通規制を実施。[34]
- 1976年（昭和51年）
  - 1月16日 : 第二阪和国道への連絡路が開通し全線開通。[35]
  - 5月21日 - 6月5日 : 大規模補修工事のため上り線の住之江 - 堺間通行止め。[36]
  - 7月6日 - 7月21日 : 大規模補修工事のため下り線の住之江 - 堺間通行止め。[36]
- 1981年（昭和56年）
  - 1月18日 : 大規模補修工事のため高津 - 湊町間（千日前線）通行止め。[37]
  - 5月11日 - 5月17日 : 大規模補修工事のため下り線の住之江 - 堺間通行止め。[38]
  - 5月18日 - 5月24日 : 大規模補修工事のため上り線の住之江 - 堺間通行止め。[38]
  - 11月21日 - 11月24日 : 大規模補修工事のため高津 - 湊町間（千日前線）通行止め。[38]
- 1983年（昭和58年）
  - 10月30日 - 11月4日 : 大規模補修工事のため下り線の湊町 - 堺間（千日前線以外の全区間）通行止め。[39]
  - 11月5日 - 11月10日 : 大規模補修工事のため上り線の湊町 - 堺間（全区間）通行止め。[39]
- 1989年（平成元年）2月13日 : 路線番号が導入され、15号堺線となる。[40][41]
- 1990年（平成2年）
  - 11月3日 - 11月11日 : 大規模補修工事のため上下線の全区間通行止め。[42]
  - 12月14日 : 大阪堺線の都市計画変更。湊町出口の位置を変更、湊町入口を追加。
- 1991年（平成3年）4月25日 : 第28回改定基本計画の指示。湊町入口を追加。[43]
- 1994年（平成6年）4月2日 : 堺出口 - 4号湾岸線大浜入口（南側）間、4号湾岸線石津出口 - 堺入口間の乗り継ぎ料金制度を導入。
- 1995年（平成7年）
  - 1月17日 : 兵庫県南部地震（阪神・淡路大震災）による損傷および緊急補修工事により全線通行止め。[44]
  - 1月20日 : 上り線堺 - 南開JCT間、下り線津守 - 堺間の通行止めを解除。[44]
  - 1月25日 : 上り線南開JCT - 湊町JCT間、下り線高津 - 津守間の通行止め解除により全線復旧。[44]
  - 7月21日 : 4号湾岸線大浜出口（南側） - 堺入口間の乗り継ぎ料金制度を導入。4号湾岸線石津出口 - 堺入口間の乗り継ぎ料金制度を終了。
- 1996年（平成8年）3月12日 : 湊町出口（OCAT）が供用開始。[45]
- 1998年（平成10年）11月1日 - 11月9日 : 大規模補修工事のため上下線の全区間通行止め。[46]
- 2002年（平成14年）4月3日 : 湊町出入口（湊町リバープレイス）・湊町パーキングエリアが供用開始。[47]
- 2007年（平成19年）10月22日 - 10月30日 : 大規模補修工事のため上下線の全区間通行止め。
- 2018年（平成30年）
  - 6月28日 : 3か所の未命名であったジャンクションをそれぞれ「湊町ジャンクション」・「高津ジャンクション」・「南開ジャンクション」と命名[48]。
  - 7月10日 - 11月12日 : 床版取替工事のため玉出入口を閉鎖。
  - 11月2日 - 11月12日 : 大規模補修工事のため上下線の全区間通行止め。

## 路線状況

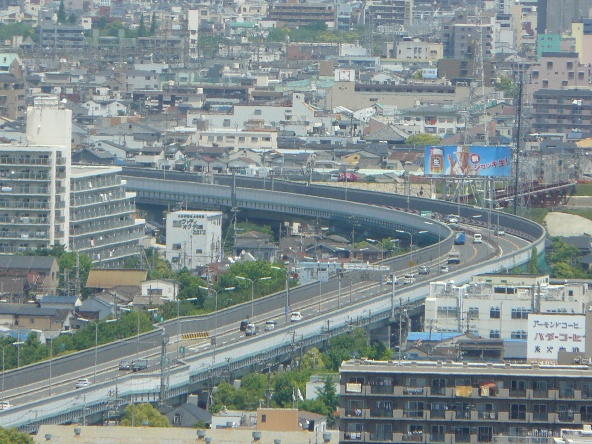
阪神高速15号堺線
堺市役所21F展望ロビーから大阪市方面を撮影（2007年5月11日撮影）

### 車線・最高速度
| 区間              | 車線 上下線=上り線+下り線 | 最高速度 | 最高速度   |
| 区間              | 車線 上下線=上り線+下り線 | 通常時   | 早朝・深夜 |
| ----------------- | ------------------------- | -------- | ---------- |
| 高津JCT - 湊町JCT | 3=0+3                     | 60km/h   | 60km/h     |
| 湊町JCT - 津守    | 4=2+2                     | 50km/h   | 50km/h     |
| 津守 - 堺         | 4=2+2                     | 60km/h   | 50km/h     |

- 汐見橋付近の急カーブ区間は最高速度が終日40km/hに制限されている。
- 騒音発生防止のため、早朝と深夜（23時から翌日6時まで）は、津守-堺で最高速度が50km/hに制限されて、湊町JCT-堺は左車線が特定以外の中型乗用・普通乗用・二輪、右車線が二輪を除く自動車に車両通行区分が指定される。

### 道路情報ラジオ
- 津守（芦原橋 - 玉出）
- 堺（堺 - 住之江）

阪神高速の道路情報ラジオの冒頭は「こちらは阪神高速路側○○（局名）です。午前（午後）○○時○○分現在の道路情報をお知らせします。」と放送される。

### 交通量
24時間交通量（台）　道路交通センサス
| 区間                      | 平成17（2005）年度 | 平成22（2010）年度 | 平成27（2015）年度 |
| ------------------------- | ------------------ | ------------------ | ------------------ |
| 高津入口 - 湊町出入口     | 79,440             | 49,278             | 45,225             |
| 湊町出入口 - 汐見橋入口   | 79,440             | 58,659             | 51,633             |
| 汐見橋入口 - 芦原出口     | 79,440             | 61,963             | 57,815             |
| 芦原出口 - 南開JCT        | 79,440             | 63,207             | 59,234             |
| 南開JCT - 津守出入口      | 79,440             | 69,124             | 65,207             |
| 津守出入口 - 玉出出入口   | 79,440             | 70,763             | 67,518             |
| 玉出出入口 - 住之江出入口 | 53,407             | 58,181             | 54,389             |
| 住之江出入口 - 堺出入口   | 53,407             | 46,872             | 41,603             |
| 堺出入口 - 国道26号接続部 | 53,407             | 22,466             | 19,872             |

（出典：「平成22年度道路交通センサス」・「平成27年度全国道路・街路交通情勢調査」（国土交通省ホームページ）より一部データを抜粋して作成）
- 令和2年度に実施予定だった交通量調査は、新型コロナウイルスの影響で延期された[49]。